# 阿納科市

阿納科市（西班牙語：Municipio Anaco），是委內瑞拉的一個市，位於該國東北部安索阿特吉州，首府設於阿納科，面積795平方公里，2011年人口122,634，人口密度為每平方公里154.26人。